# أول أكسيد البورون
أول أكسيد البورون (B2O) مركب كيميائي مكون من البورون والأكسجين.